# Lauze (pierre)
Pour les articles homonymes, voir Lauze.

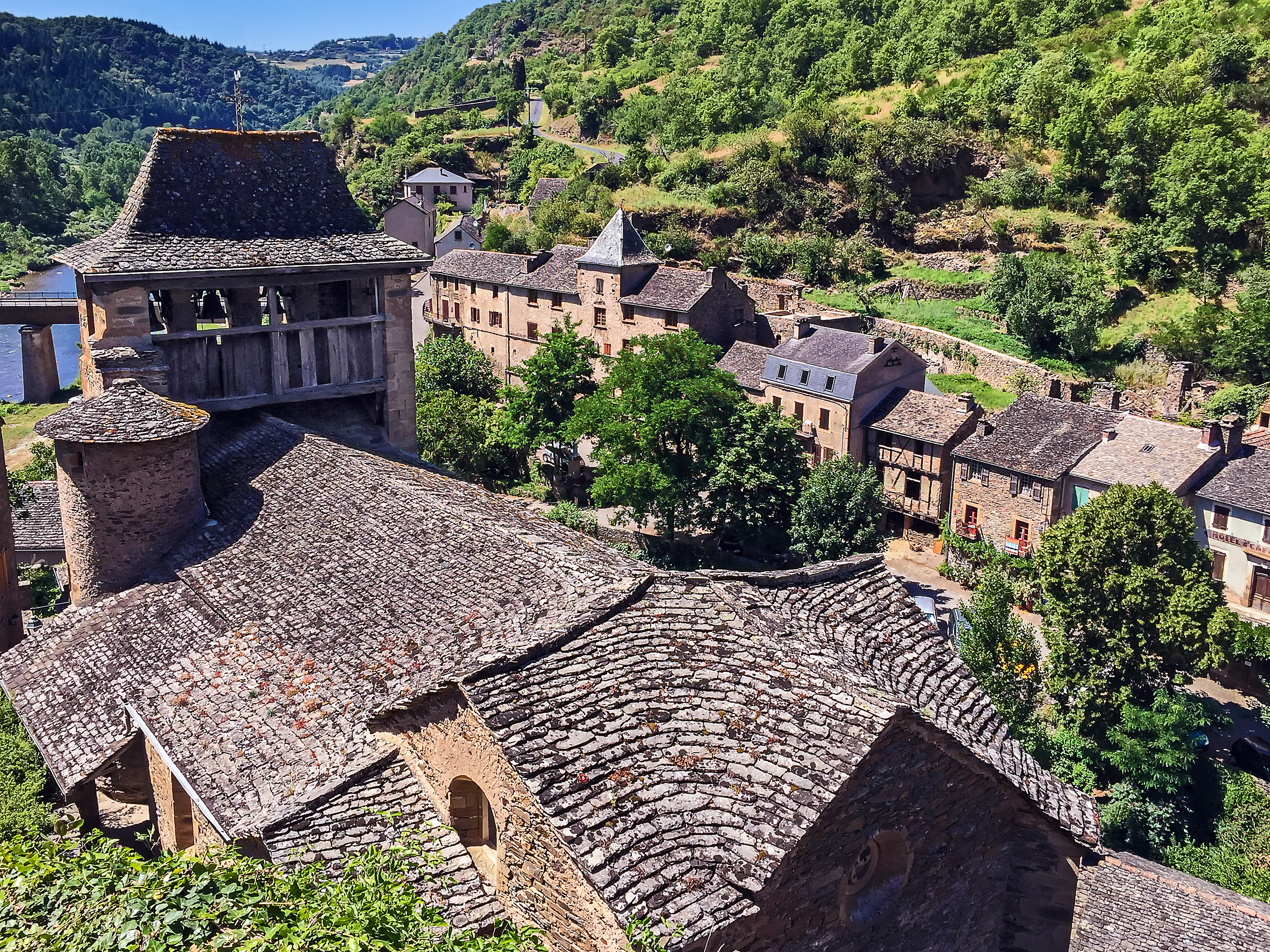
Toits en lauze de l'église Saint-Jacques-le-Majeur de Brousse-le-Château.

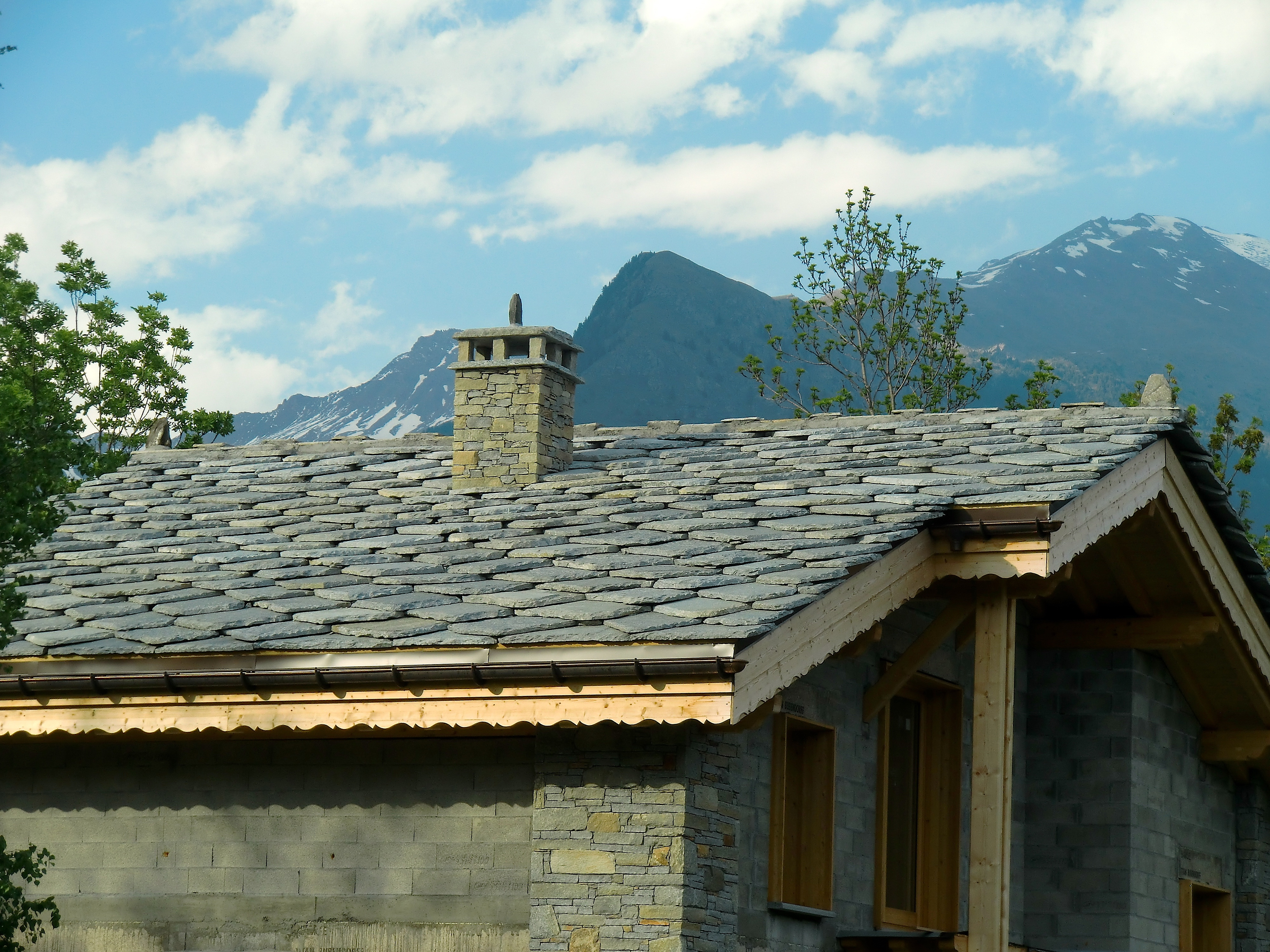
Couverture en lauzes épaisses (4-7 cm) d'un chalet en construction situé en Haute-Maurienne.

La lauze (lause, ou encore lave en Bourgogne, Franche-Comté, Champagne-Ardenne) est une roche utilisée pour la couverture des toitures. Les roches sédimentaires sont très utilisées dans le Sud-Ouest et le Centre de la France, et notamment le calcaire ou le grès, alors que les roches métamorphiques remportent la préférence des régions de montagne (Savoie, val de Suse, Tessin, Valais Central, Vallée d'Aoste, vallées surplombant la région de Coni pour ne citer que celles-ci). Cela est dû à la proximité des différents types de roches disponibles. Granite, calcschiste (dite de Bergame), orthogneiss  (dite de Luserne) voire quartzite (dite de Norvège), ont la préférence dans les Alpes et autres massifs montagneux.
La surface importante par rapport à l'épaisseur est obtenue généralement par clivage (pierre schisteuse) et utilisée principalement pour les toitures et les dallages.
Les lauzes sont extraites généralement de carrières dites « lauzières » (« lavières » en Bourgogne et Franche-Comté). La lauze a un débit centimétrique et est plus épaisse que l'ardoise au débit millimétrique. Certaines lauzes peuvent être faites de phonolite, notamment dans le Massif central, ou de pierre de Brando en Haute-Corse (pour le dallage et le pavage).

## Étymologie
Le terme est attesté en français pour la première fois en 1801 au sens de « pierre plate utilisée comme dalle ou tuile » (Stendhal, Journal, p. 40).
D'après le Littré (1867), le terme lause serait un emprunt à l'ancien provençal lauza, « dalle, pierre plate », issu du gaulois (celtique) *lausa (losange).
Pierre-Yves Lambert donne une origine également celtique au mot *lausā > lauze (tout comme au terme ardoise). Il reprend en cela les études antérieures qui lui attribuent cette origine, cependant qu'Alain Rey remonte encore plus haut à une langue pré-celtique.
En occitan, lausa désigne : 1/ une pierre plate pour couvrir (une lauze) ou pour daller (une dalle), 2/ une ardoise ; le diminutif est lauseta, l'augmentatif lausàs ; lausar, c'est : 1/ couvrir de lauses ou de dalles, 2/ couvrir d'ardoises ; lausaire est le couvreur ou l'ardoisier ; lausejar, c'est « carreler ». En francoprovençal, on trouve loze pour « ardoise, lauze ».

## Toponymie
En toponymie, nombreux sont les lieux-dits du Sud de la France représentant le nom de la lausa, « la plaque de pierre », « la dalle », mais aussi « le terrain maigre et pierreux » : La Lauze à Belvédère dans les Alpes-Maritimes, La Lauze à Saint-Pons dans les Alpes-de-Haute-Provence, La Lauze Nègre et le Pas de la Lauze dans l'Hérault, etc. Jacques Astor note la forme marseillaise lava, de même sens que lausa, et le dérivé gascon lavàs, lavassa désignant la roche schisteuse, représentés par Le Pic de Labas-Blanc dans les Hautes-Pyrénées, et le nom de commune Labassère, dans le même département.

## Répartition géographique et mise en œuvre

### France

#### Inventaire du Patrimoine culturel immatériel
Le savoir-faire de la couverture d'un toit en lauzes est répertorié à l'Inventaire du patrimoine culturel immatériel en France. Pour autant, la fiche d'inventaire concerne un artisan en particulier, basé à Saint-Geniès en Dordogne. Cet artisan intervient essentiellement sur des bâtiments classés Monuments historiques comme le château de Saint-Geniès. 
Pour autant, les lauzes sont également employées dans les Alpes (en Savoie, en Vallée d'Aoste, au Tessin, Cévennes ou en Valais ainsi que dans de nombreux villages des Alpes du sud), où les pouvoirs publics incitent à l'utilisation de ce matériau pour la construction ou la rénovation. 
Elles sont également présentes dans le Massif central (notamment en Lozère et dans l'Aveyron, dans la partie du Mézenc-Meygal en Haute-Loire), en Dordogne, dans le Lot, en Côte-d'Or, dans la Haute-Saône, et dans la partie schisteuse de la Corse. 
Ce type de couverture se retrouve également dans les Pyrénées des deux côtés de la frontière, ainsi qu'en Andorre.

#### Massif central
Pour la couverture d'un bâtiment dans le Massif central, plusieurs poses existent selon les ressources en matériaux disponibles :

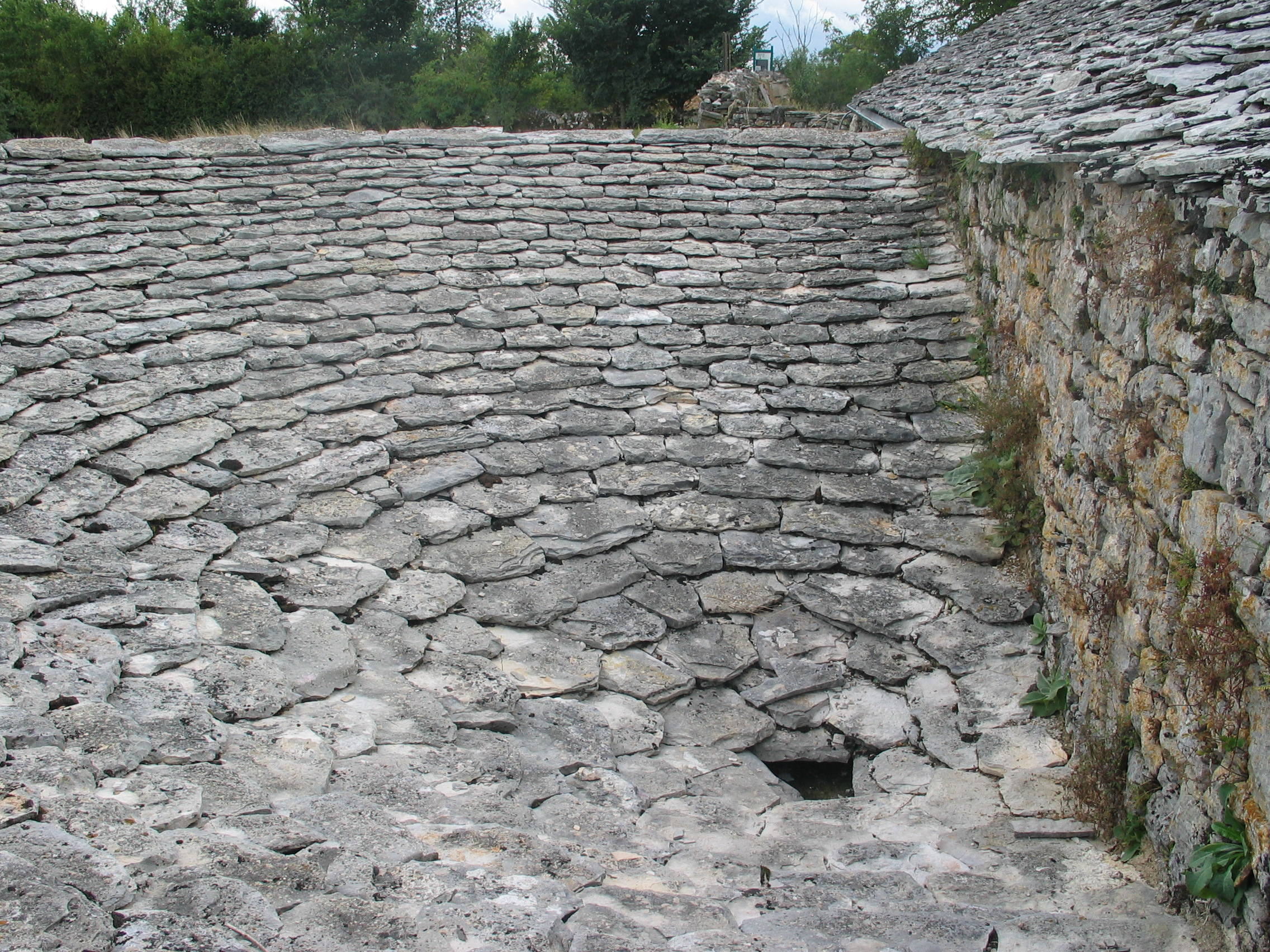
Toit-citerne couvert de lauses calcaires (lausás de caūsses) à Montredon, commune de La Roque-Sainte-Marguerite dans le Larzac, sud de l'Aveyron.

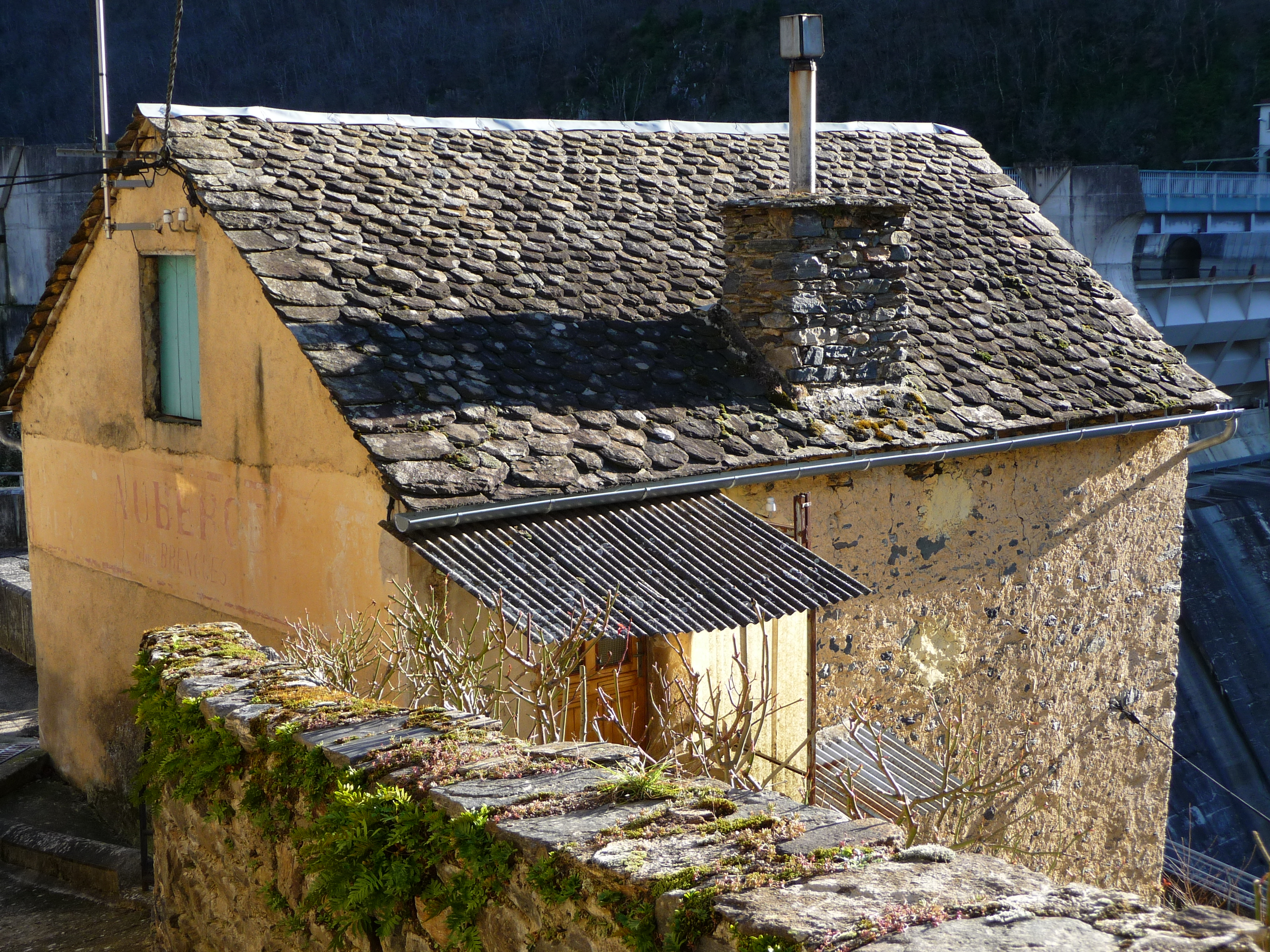
Lauses de schiste (lausás de sistre) sur le toit d'une ancienne auberge (« chez Brengues ») dans le sud de l'Aveyron.

- Les Cévennes utilisent les lauzes d'abord percées d'un ou deux trous puis accrochées par des chevilles de châtaignier sur les liteaux de la charpente.
- Les causses et vallées de l'Aveyron et de la Lozère utilisent les lauzes posées sur une volige clouée sur de courtes pannes généralement de chêne ou sur l'extrados d'une voûte. Dans les deux cas, ces lauzes sont stabilisées par un mortier de terre et de cailloux.

#### Sud-Est
En Savoie comme dans de nombreuses régions alpines européennes (principalement France, Italie et Suisse), les lauzes sont souvent utilisées brutes. On les retrouve surtout dans les hautes vallées alpines de la Maurienne, de la Vallée d'Aoste du Valais, ou encore du canton du Tessin pour ne citer que des régions où le bois devient rare à cause de l'altitude. Elles offrent une bonne résistance mécanique à la neige ainsi qu'aux intempéries. 
En Savoie, comme en Vallée d'Aoste, de nombreuses communes imposent son utilisation dans leur document technique unifié (DTU), et certaines offrent des subventions pour contrebalancer le coût élevé de ce matériau.
Les lauzes en orthogneiss (dite de Luserne) provenant d'Italie, et en particulier des carrières de Barge et Bagnolo Piemonte et celles en micaschiste (dite de Morgex) provenant du Valdigne (haute Vallée d'Aoste), supplantent de plus en plus la lauze dite de Bergame, qui est une ardoise sombre, extrêmement dure et fine en calcschiste, et qui provenait des gisements locaux des massifs de schistes lustrés. La protection environnementale élevée de la région, du fait de sa proximité immédiate du parc national de la Vanoise, a fait disparaître les carrières exploitant cette gamme de lauzes locales. Du fait de leur poids important, le platelage, préparé avec soin, est constitué d'une armature de sapin ou d'épicéa, reconnu pour son élasticité à la charge, et recouvert de lambourdes de mélèze pour garantir une excellente tenue à l'humidité et aux attaques fongiques. 
En Corse et dans les Cévennes, il est plus courant de tailler et d'amincir les lauzes. Elles se posent sur une volige, et un mortier les y fait adhérer, puis elles sont clouées. 
Dans les Pyrénées (Val d'Aran par exemple), elles sont calibrées et minutieusement disposées sur le toit, de sorte qu'elles ressemblent visuellement à des couvertures en ardoises.
En Bugey et dans le massif du Vercors, les lauzes sont utilisées en rive de toiture et sur les rampants des murs pignons où elles forment un motif d'escalier ou pas d'oiseau. Leur fixation se fait alors en les maçonnant directement sur le haut de la maçonnerie. Ce type de motif, suscitant fréquemment des infiltrations d'eau pluviale, et les veines d'extraction étant presque toutes abandonnées ou épuisées, est en régression dans l'architecture locale. Plus épaisses et fichées verticalement, elles sont également utilisées comme clôtures pour le bétail ou comme limites des propriétés.

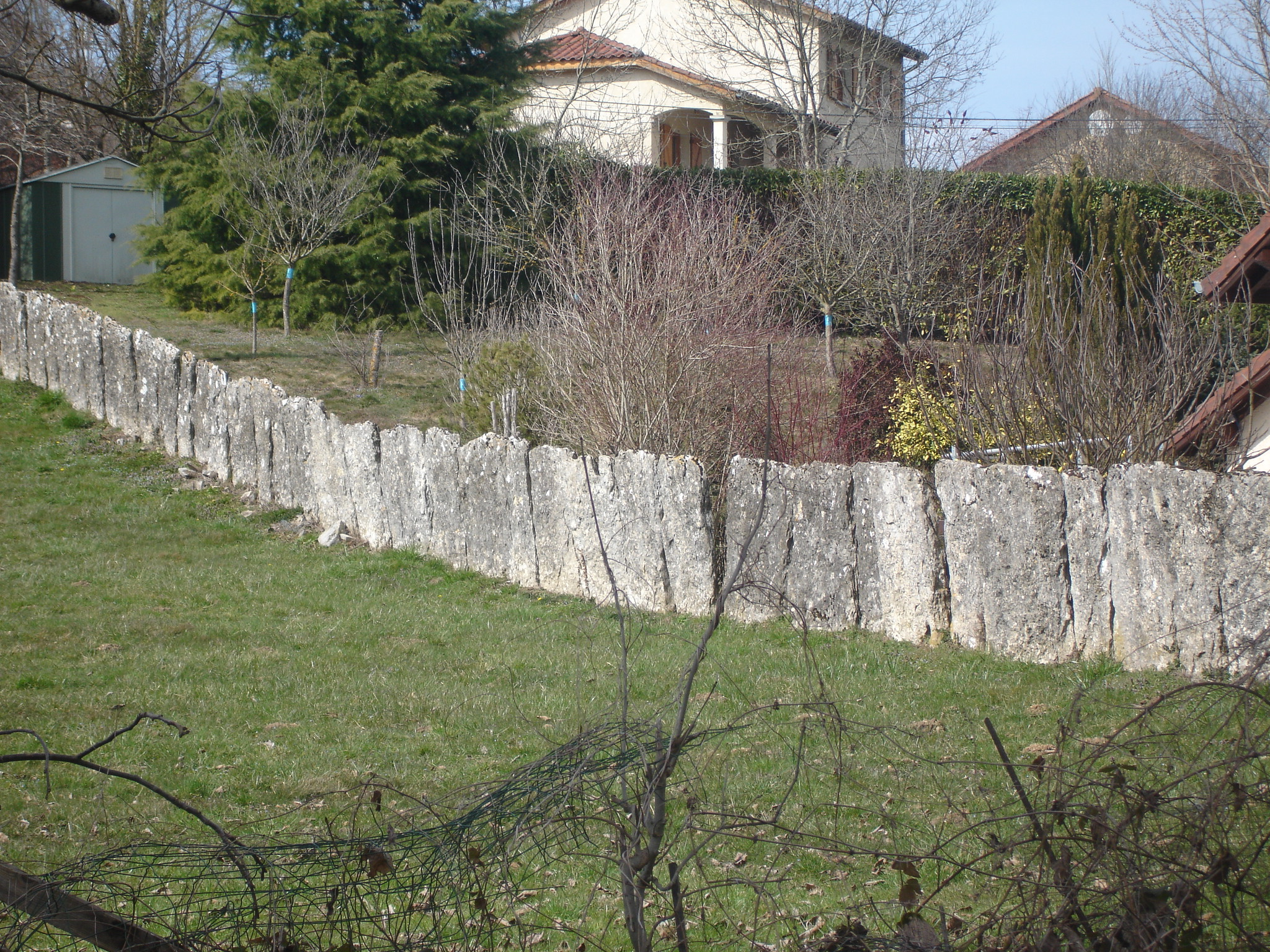
Clôture en lauzes à Dizimieu (Isère).
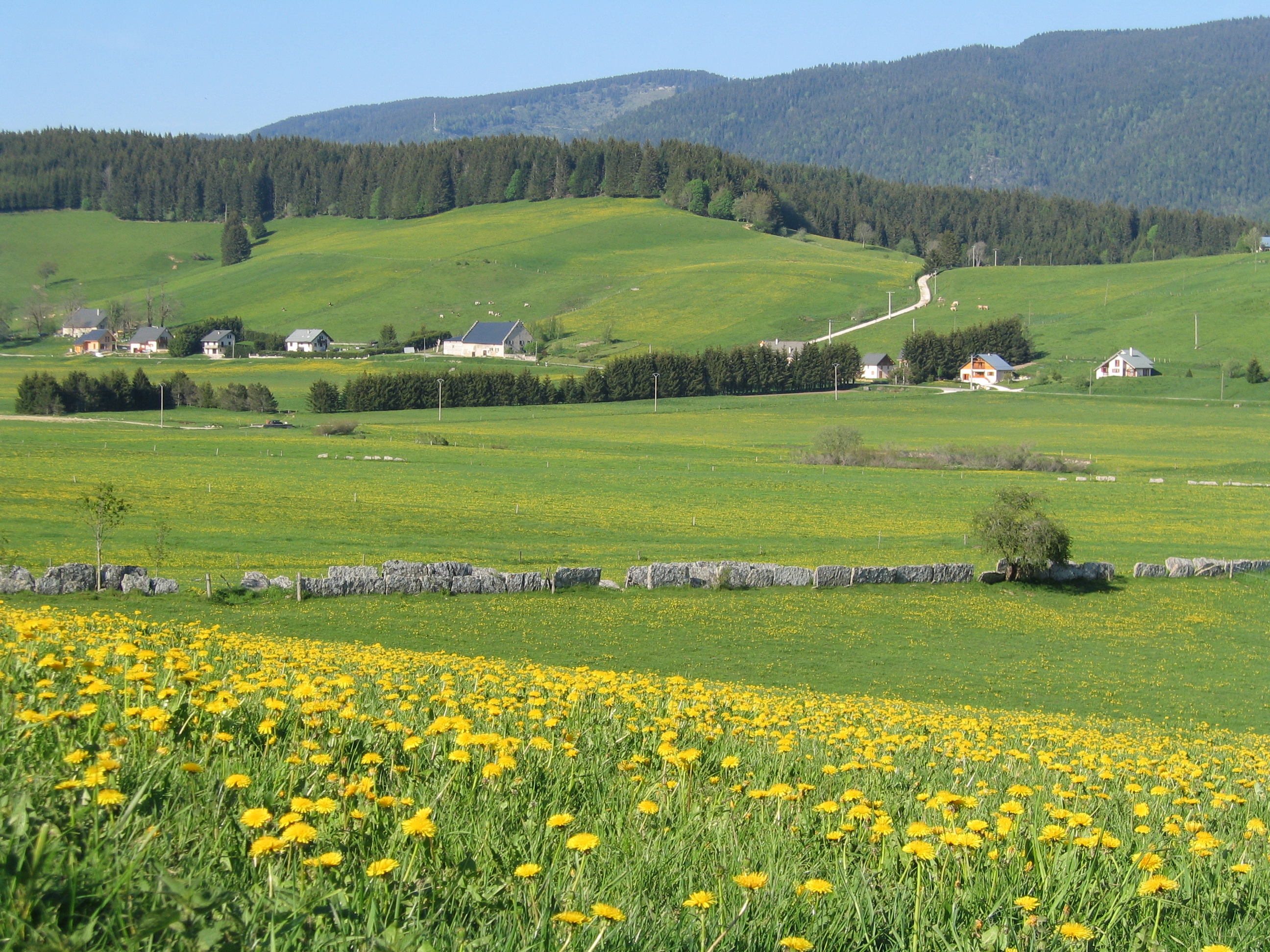
Chemin lauzé à Méaudre, en Vercors.
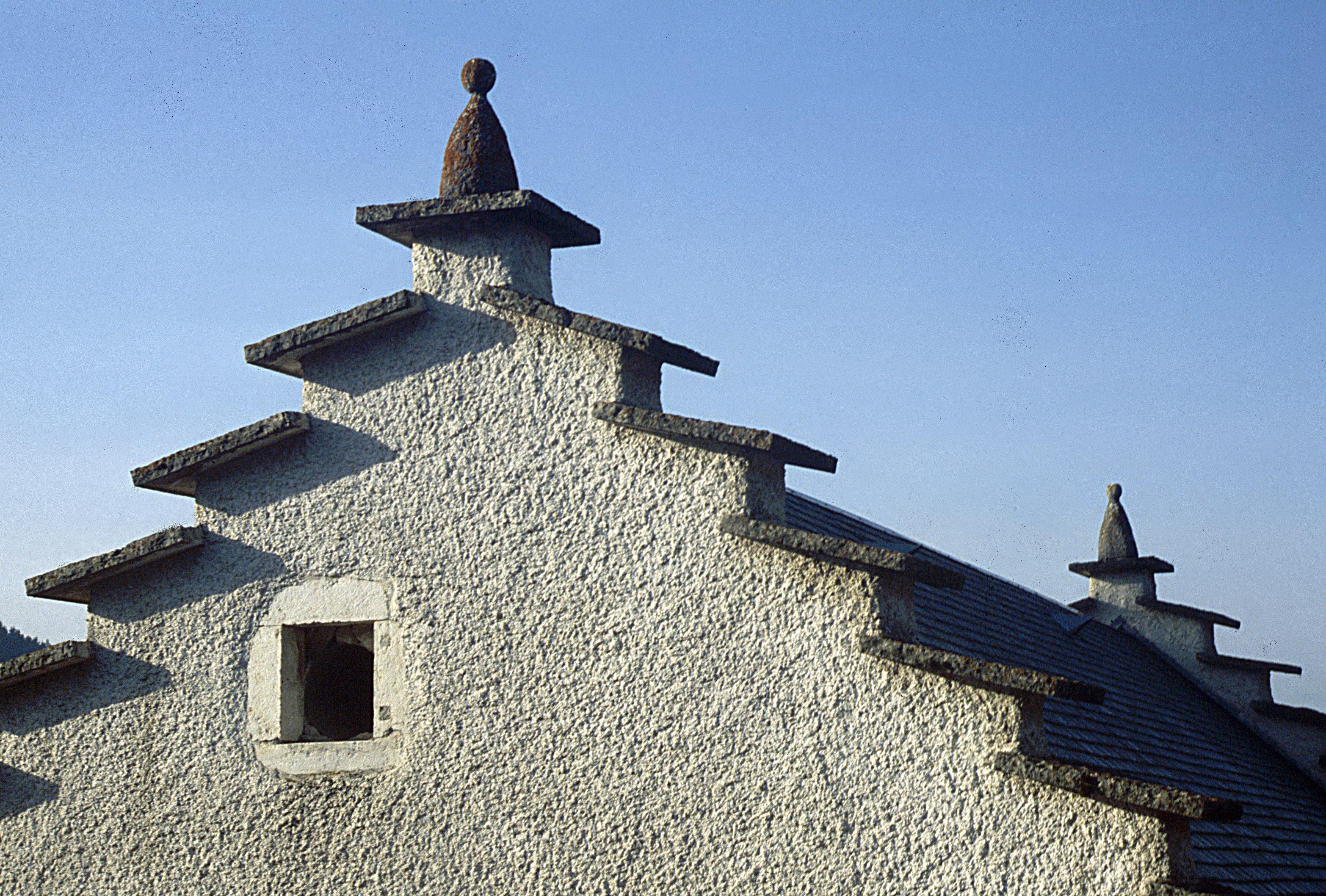
Pignon à redents à Autrans, en Vercors.
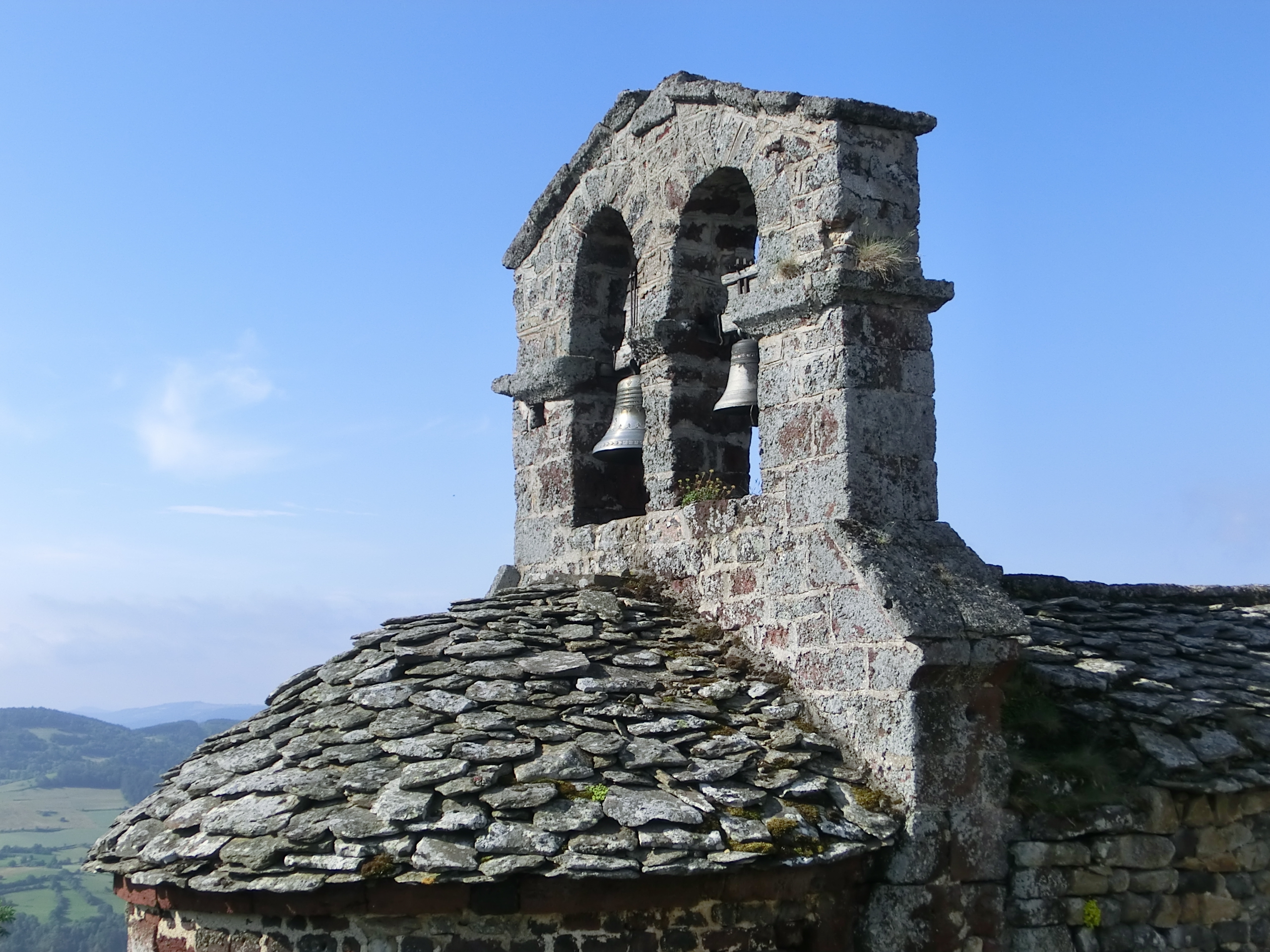
Couverture de lauzes de l'abside de la chapelle de Rochegude (Haute-Loire).

À Viens, dans le Vaucluse, subsistent quelques anciennes granges à grain des XVIIe, XVIIIe et XIXe siècles, bâtiments rectangulaires allongés, en maçonnerie liée au mortier de chaux, à la toiture à deux pentes couvertes en lauzes calcaires sur une voûte clavée en berceau.
Dans la montagne de Lure, dans les Alpes-de-Haute-Provence, des bergeries en pierre de la fin du XIXe siècle ont une couverture de lauzes sur voûte clavée en berceau : pour éviter que le bout apparent des claveaux ne vienne poinçonner les lauzes qui les recouvrent, le couvreur a répandu sur l’extrados une couche de petites pierres et d’argile mêlées, obtenant ainsi une meilleure répartition du poids des lauzes sur les claveaux tout en assurant aux lauzes une assise stable.

#### Nord-Est

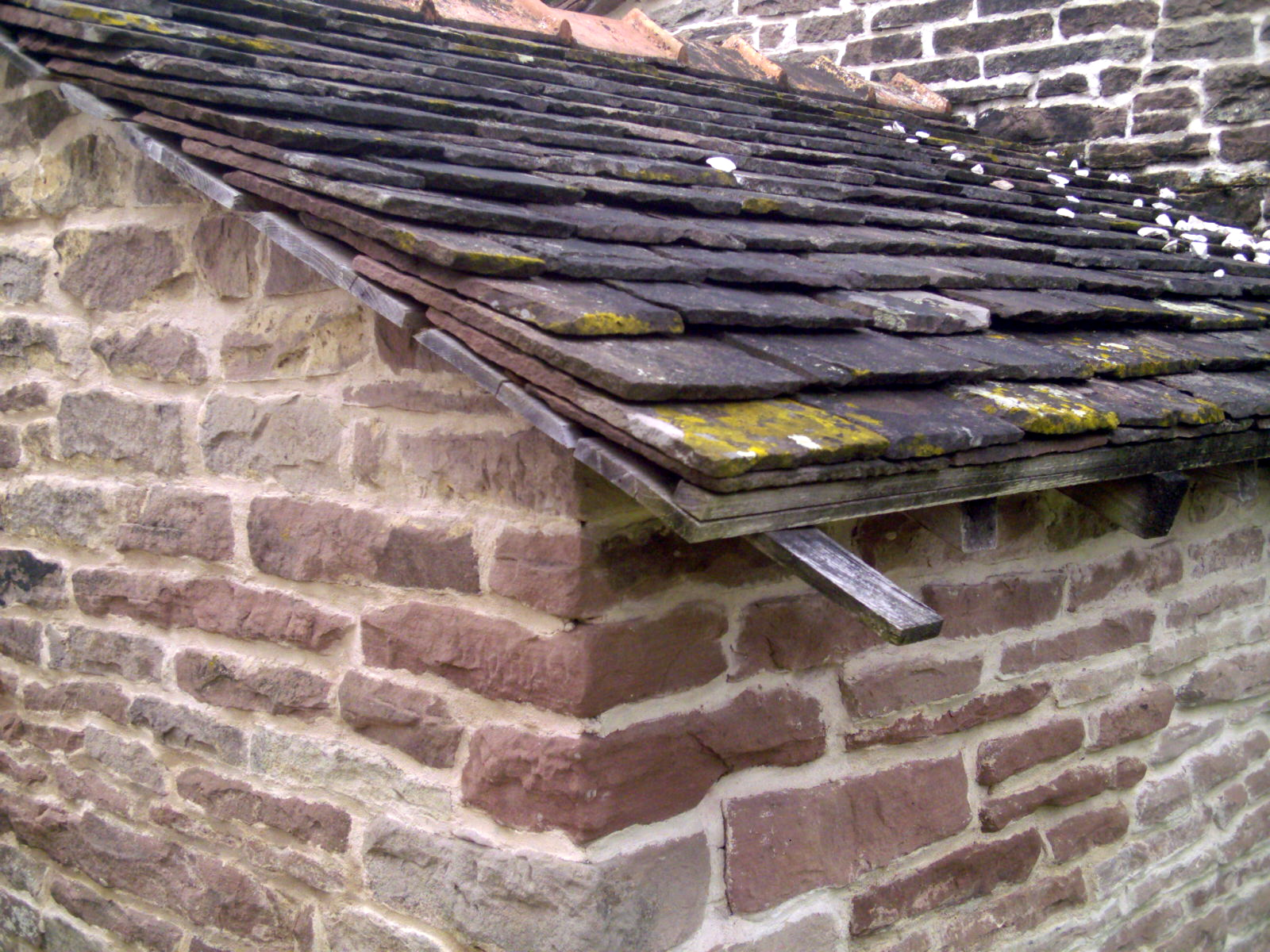
Toit en « laves » de grès, dans la commune des Voivres (Vosges).

Plus au nord, sur le plateau de la Vôge, entre les départements des Vosges et de la Haute-Saône, on utilise des pierres plates en grès qui sont appelées localement des « laves ».
En Bourgogne, les lauzes ou « laves » de couverture reposent directement sur une voûte ou sont soutenues par une charpente et un voligeage. Ce dernier procédé existe dans toute la Bourgogne pour couvrir les grangettes ou maisonnettes de vigne à une ou deux pentes. La pose de laves sur voûte se retrouve dans des édifices mineurs (chapelles). 
En Côte-d'Or, des laves sont utilisées pour la couverture des cabottes, cabanes de pierres sèches servant autrefois aux vignerons à remiser leurs outils. En Franche-Comté, ces cabanes sont appelées cabordes.
Le carrier extrayant des laves est dit « lavier ».

#### Corse
En raison de la géologie d'une partie de la Corse, correspondant à la Corse alpine, les toitures des villages de Haute-Corse sont traditionnellement couvertes de lauzes, appelées teghje en corse),,,. Malgré la présence de la ressource à l'échelle locale, la majorité des lauzes utilisées en Corse proviennent d'ailleurs, et la pérennité du savoir-faire local des tittaghji (poseurs de lauze) est menacée.

### Suisse

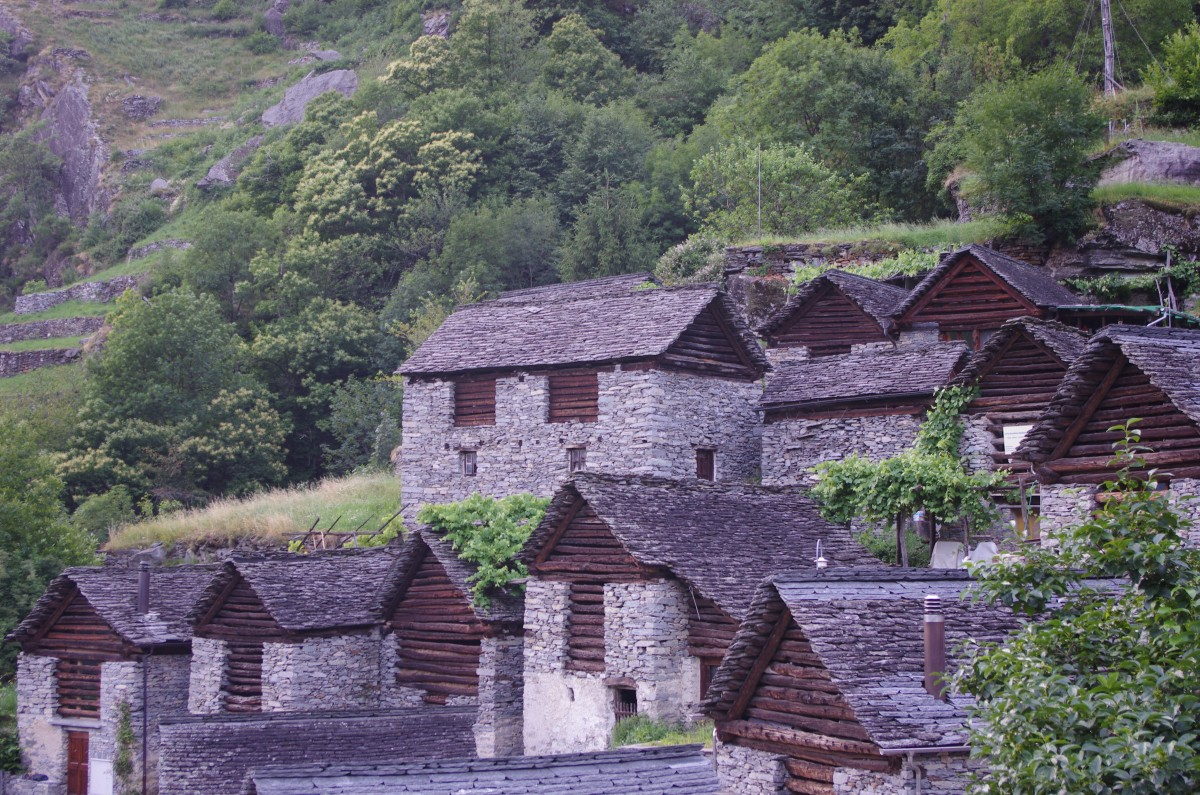
Brontallo dans le Val Bavona, au Tessin.

La couverture de lauzes est très présente en Valais, du Val Ferret en passant par Martigny jusqu'à Sierre. C'est à partir du val d'Anniviers que les lauzes perdent de leur influence dans la toiture traditionnelle, et commencent à être remplacées par d'autres types de couvertures telles que les anselles ou tavaillons. Au Tessin, la lauze et ses techniques de poses sont très similaires à ce que l'on rencontre dans les alpes francophones, avec principalement des lauzes de gneiss ou de serpentine, à l'exception de la Léventine et du val Bedretto, où les ancelles reprennent leur place sur les toitures. Dans les vallées du sud des Grisons, les toits sont également faits de dalles. L'aire d'utilisation est répartie sur la vallée du Rhin antérieur, une partie du Val Lumnezia (de), le val d'Avers, l'Oberhalbstein (de) et en Haute-Engadine, dont les toits sont faits de dalles jusqu'à Madulain. Dans le Rheinwald, de la mousse est utilisée dans les joints des pierres pour éviter l'infiltration de la neige.

### Andorre

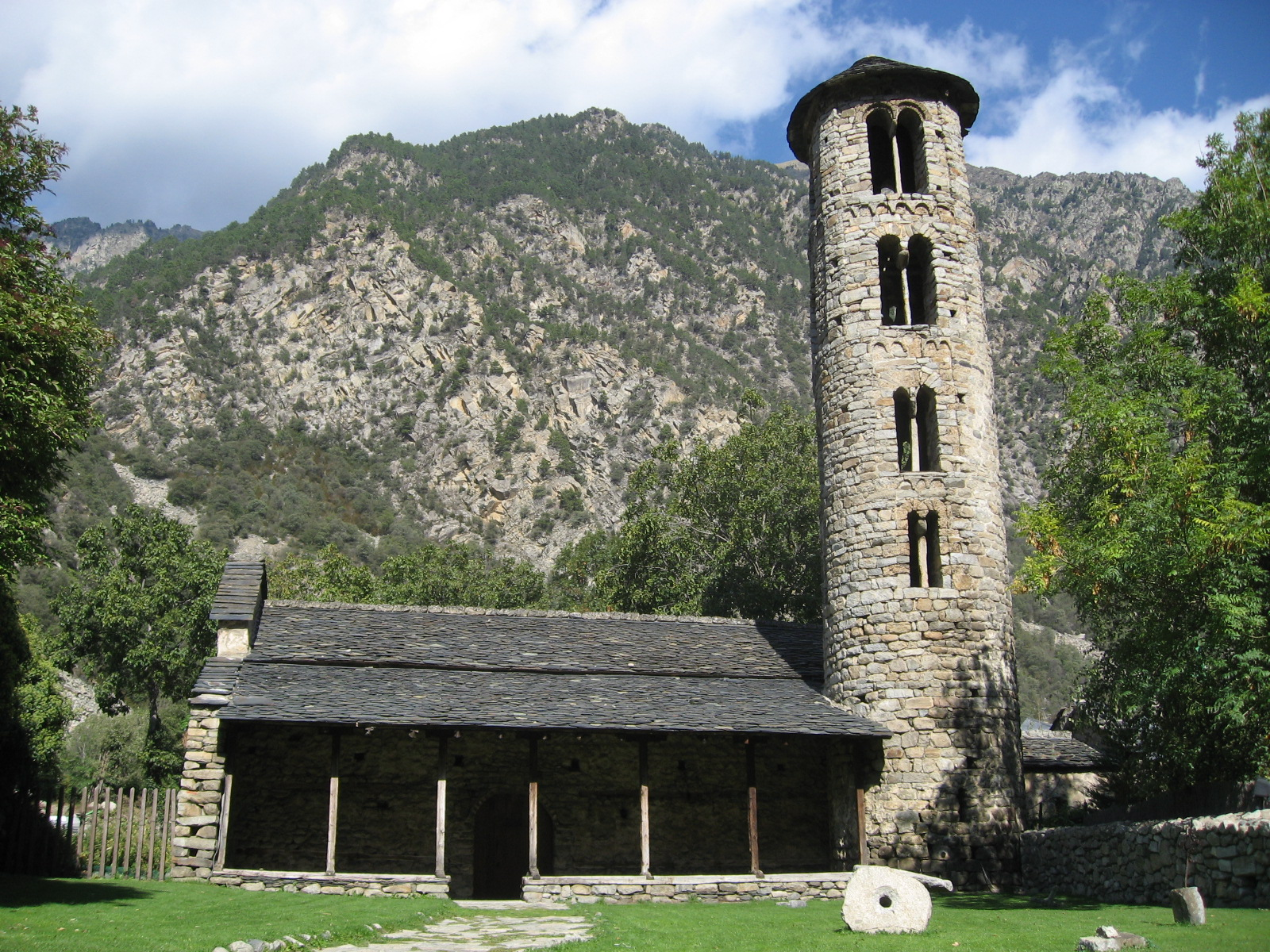
Couverture traditionnelle en lauzes dans la principauté d'Andorre.

Dans la principauté pyrénéenne, la tradition des toits en lauzes est toujours vivante. Les pierres choisies sont toutefois de taille plus petites que leurs consœurs alpines. Elles doivent donc être clouées sur la charpente pour s'assurer de leur stabilité. Leur calibrage, rendu possible grâce à leur format réduit, permet aux artisans une plus grande souplesse dans la pose. Cela se traduit par une architecture moins contraignante avec notamment l'habillage de toits sphériques. Cette tradition dépasse les frontières de la petite principauté, et se retrouve dans les régions de langue catalane voisines comme la Cerdagne, ou bien encore la vallée de Ribes allant jusqu'à Vic.

### Italie
En Vallée d'Aoste, région alpine de culture francophone, les lauzes (ou Labie en patois francoprovençal valdôtain) sont largement diffusées. L'administration régionale prévoit dans certains cas l'octroi d'une contribution pour l'installation des lauzes, surtout pour les édifices des centres historiques des villages valdôtains. Leur emploi et les manières de poses, historiquement très proches de celle effectuées en Savoie, sont la conséquence de leur proximité géographique, culturelle mais aussi géologique, (définissant ainsi le type de matériaux employés, à savoir des lauzes métamorphiques) ; il n'existe ainsi pas de spécificités architecturales foncièrement différentes. Toutefois, avec la fin de l'exploitation des carrières locales, on remarque une légère évolution dans la pose des chalets récents. La Vallée d'Aoste privilégie l'importation de quartzite norvégien dont la surface lisse impose la fixation d'arrêt-neige entre les dalles. 
En Savoie, on utilise de plus en plus la pierre de Luserne (orthogneiss lastroide) dont la surface rugueuse retient naturellement les flocons. Les artisans couvreurs valdôtains sont structurés au sein d'associations et pratiquent activement le compagnonnage. De ce fait, une politique volontaire encourage les jeunes génération à choisir la pose de lauzes comme formation professionnelle, perpétuant ainsi ce savoir-faire intimement lié à l'architecture de la vallée. Les artisans se regroupent au sein de groupements de formation, mais aussi de défense telle que l'Association valdôtaine des lauzeurs.
Dans le Val de Suse et dans les vallées occitanes du Piémont, les toits de lauzes sont tout aussi présents dans le paysage ; il s'avère que la technique quant à elle diffère légèrement, le plus visible étant l'emploi encore massif des lauzes de calcschiste, donnant des toits plus sombres et une disposition plus déstructurée du fait de l'épaisseur et les tailles très variables des pierres de Bergame. Toutefois l'importance grandissante des carrières de pierres de Luserne dans les Préalpes Cottiennes italiennes, bouleversent les traditions, et, là encore, on constate une régression des toits en lauzes de Bergame (calcschiste) au profit de l'orthogneiss extrait à grande échelle dans la région.

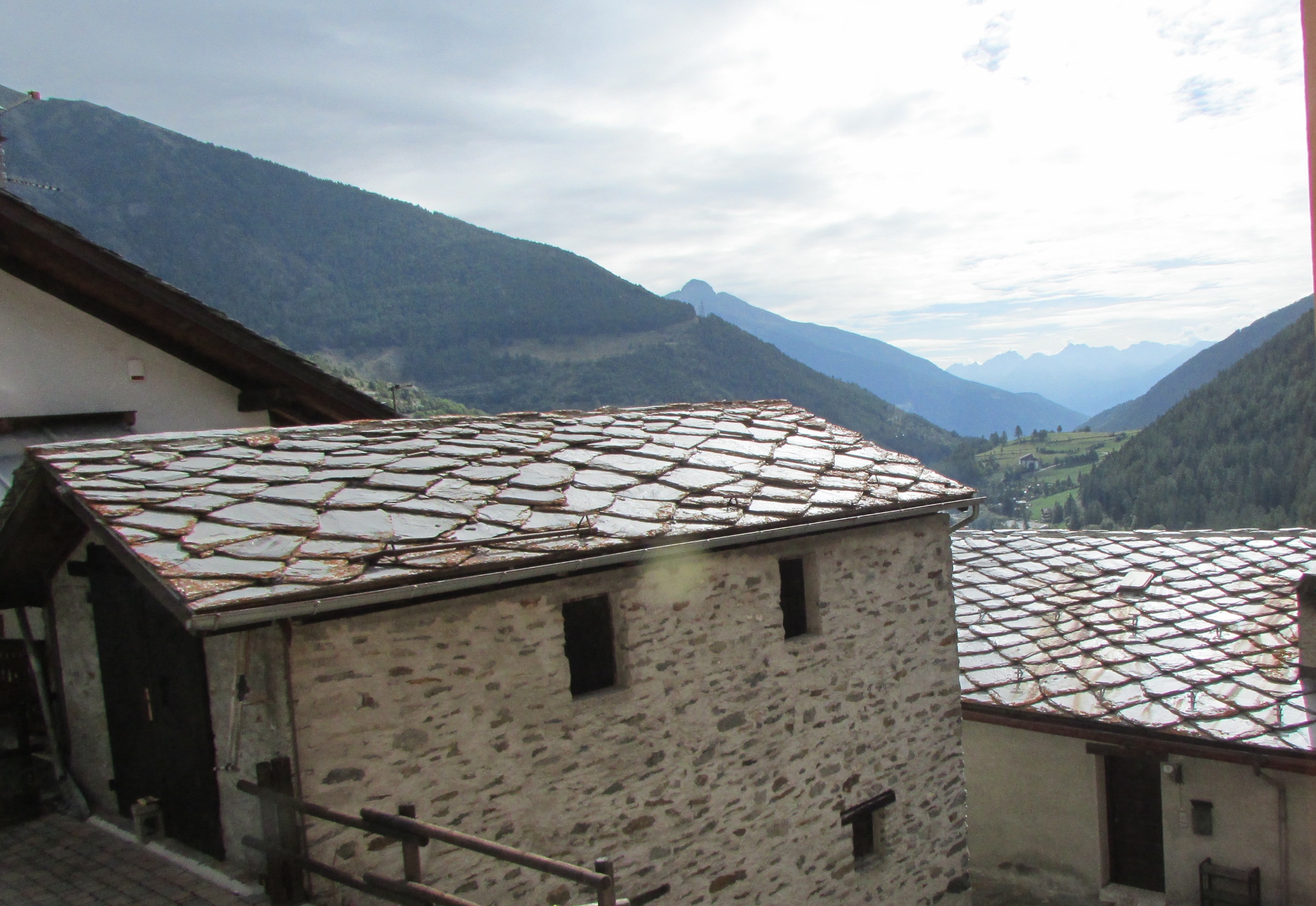
Toitures de lauzes à Saint-Oyen.
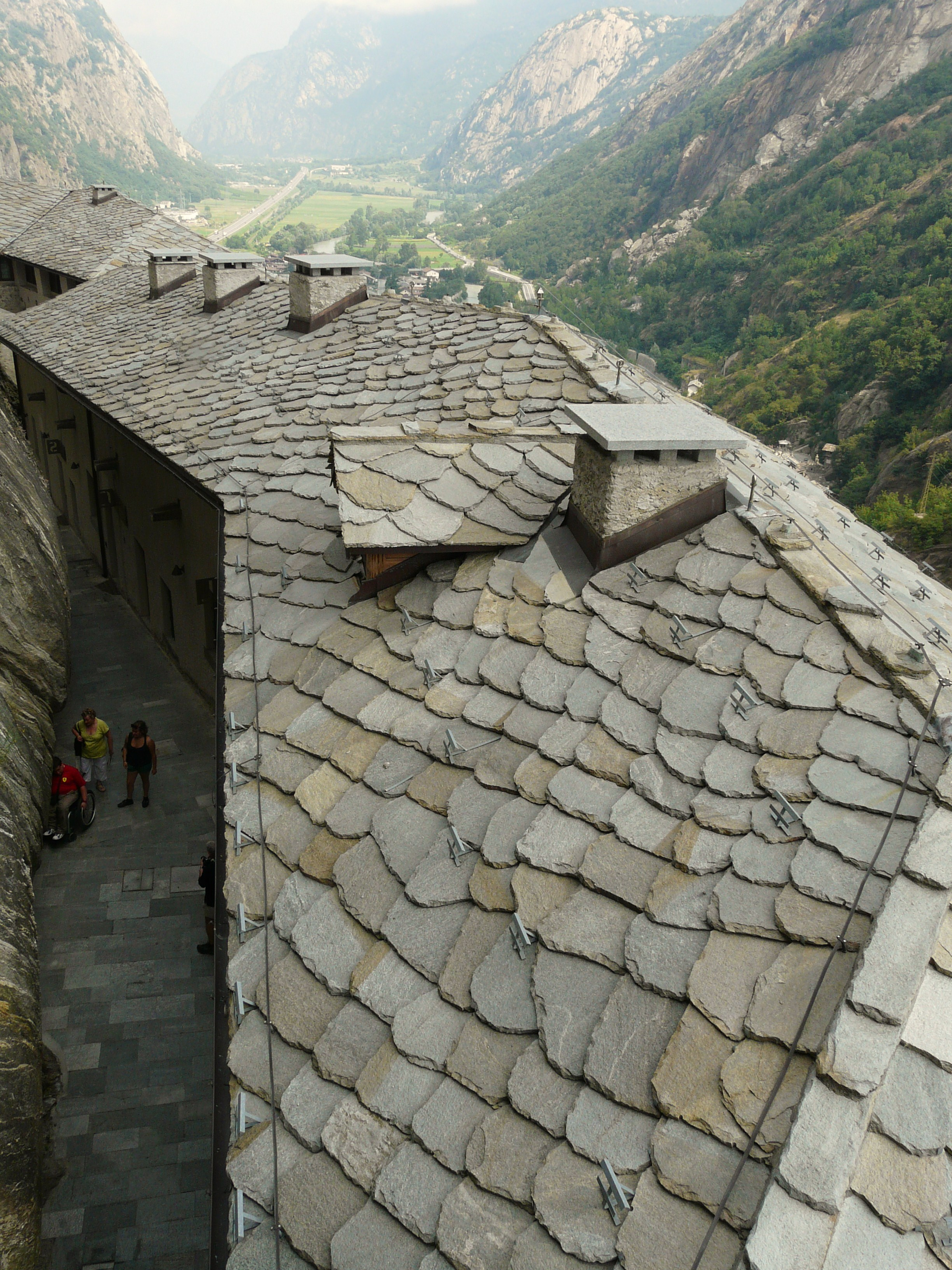
Toitures de lauzes au fort de Bard.

### Albanie
Dans certaines régions en Albanie, les toits en lauze font partie de l'architecture traditionnelle notamment à Gjirokastër, ville inscrite au patrimoine mondial de l'UNESCO.

## Contraintes

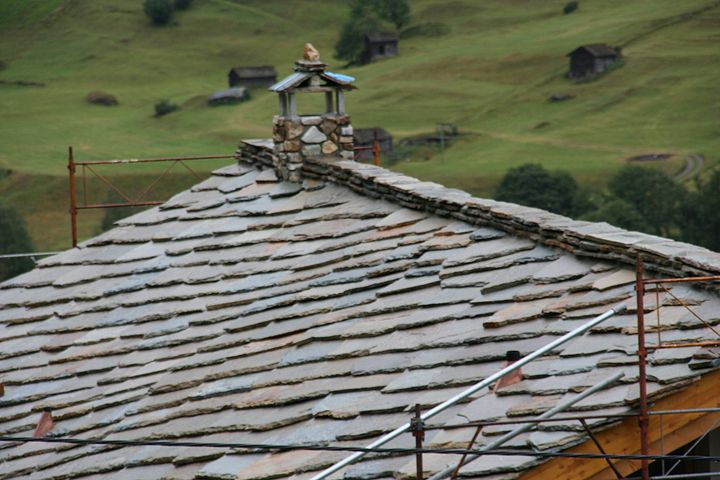
Construction d'un toit en lauzes à Evolène (Valais).

Au-delà d'une certaine altitude, la culture du seigle et des autres céréales sources de chaume n'est plus possible, ce qui a contraint les habitants d'altitude à trouver un remplacement pour couvrir leurs bâtiments. Ils utilisent alors les matériaux directement à leur disposition. La lauze a pour avantage d'offrir une grande résistance aux intempéries et aux incendies, ainsi qu'une grande longévité, mais elle ne protège pas du froid en raison de son importante conductivité thermique.
La lauze constitue un matériau de couverture lourd. Elle ne saurait donc reposer que sur une grosse charpente, très solide, afin de supporter son poids. Dans les Alpes francophones, le bois choisi est un résineux, surtout l'épicéa en raison de sa souplesse. Le mélèze, pourtant plus solide, et plus résistant aux moisissures et aux insectes, est moins souvent utilisé car moins souple et plus cassant ; son usage est réservé au platelage qui est en contact avec l'humidité. En Corse, c'est le châtaignier qui s'est imposé, en raison de sa robustesse, mais aussi de sa profusion dans les forêts locales.
En construction moderne, la lauze se fait plus rare du fait de son prix, bien plus élevé que toute autre forme de couverture, telles que l'ardoise ou la tuile. De plus, c'est un matériau difficile à travailler et qu'il faut laisser carbonater quelques années avant emploi pour les lauzes calcaires. Les lauzières françaises sont quasiment toutes fermées (cf. Sainte-Croix-à-Lauze). Les lauzes extraites des carrières en exploitation étant insuffisantes (Montdardier dans le Gard pour la lauze calcaire), il faut aujourd'hui en importer de Norvège, d'Italie ou de Chine. L'autre option est de réutiliser et retailler les lauzes ayant déjà servi sur d'autres bâtisses.
La lauze reste cependant traditionnelle sur de nombreux chalets savoyards, suisses et valdôtains, bien qu'elle tende à être remplacée par des tôles d'acier zingué peintes. En Corse également, on utilise  largement la lauze, certaines communes allant jusqu'à l'imposer dans leur plan d'occupation des sols. Autrefois, les lauzes assuraient à elles seules l'étanchéité, aujourd'hui une première étanchéité en feuille élastomère est placée sur un platelage et les lauzes sont posées sur un second platelage reposant sur l'étanchéité par l'intermédiaire de tasseaux.
Des tuiles de ciment, en imitation de lauzes, sont aujourd'hui disponibles dans le commerce.

## Couverture d'un toit en lauze

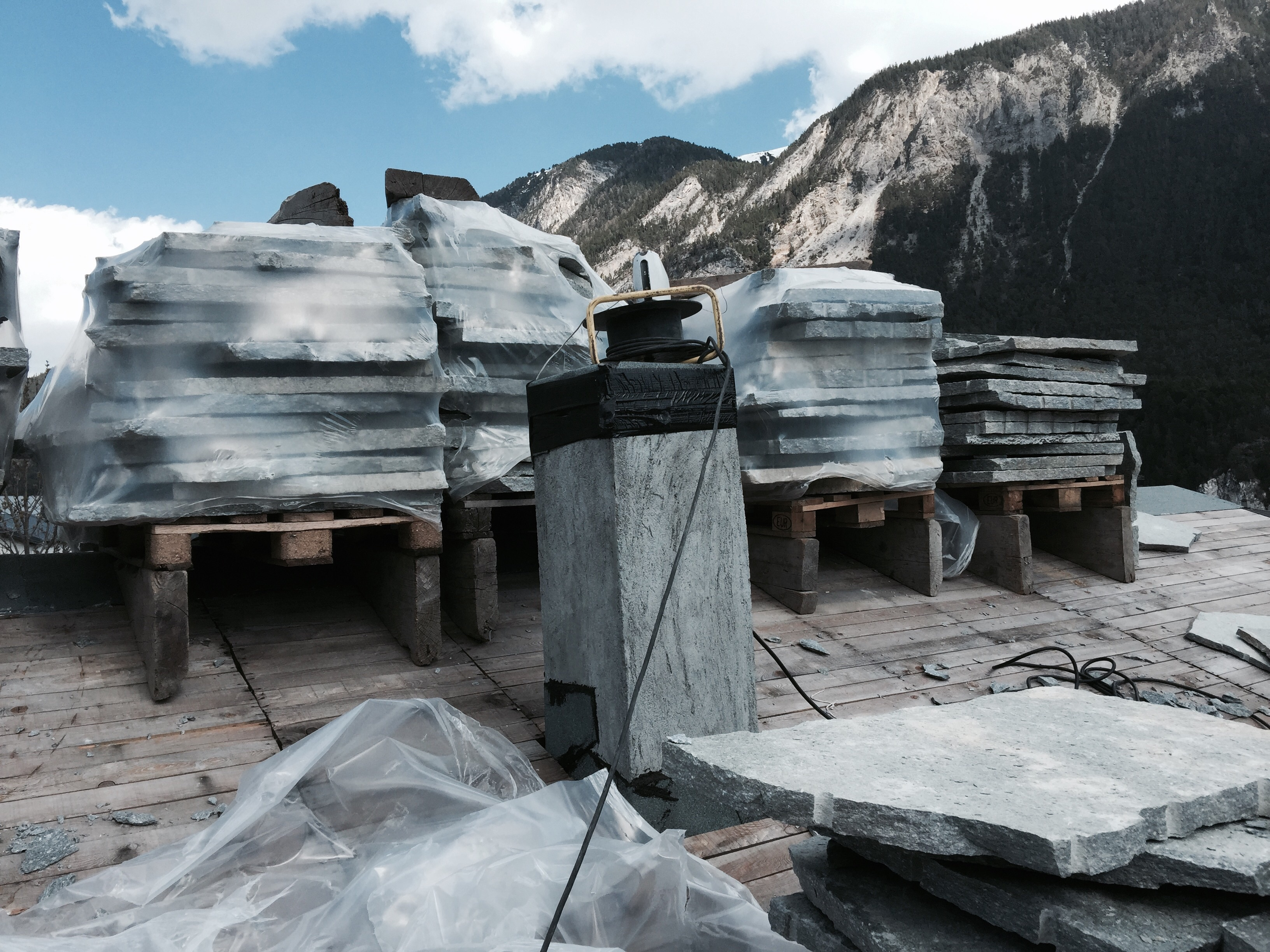
Préparation à la couverture d'un chalet dans les Alpes.

Le savoir-faire de la couverture en lauzes est particulier, il demande beaucoup de patience et la  connaissance de la pierre est primordiale.
La couverture d’un toit en lauzes se fait suivant plusieurs étapes, à commencer par la taille des pierres. Les lauzes sont retaillées dans des blocs de pierre d’environ 40 kilos à l’aide d’une méthode et d’un matériel très précis et ancien.
C’est une pierre assez lourde, dont la masse surfacique est estimée de 200 à 250 kg/m2 en fonction de son épaisseur (ce qui implique d’avoir auparavant prévu une charpente solide). La patience est de mise quand on sait que le rendement de pose est d’environ 1 m2 par jour et par poseur (ce qui explique en partie le coût élevé d’une couverture en lauzes). La pose se fait par l’insertion des lauzes entre des lattes de bois servant de support.
La couverture en lauze reste cependant rare en France du fait de ses nombreuses contraintes (poids, coût, durée de la pose). De nos jours, les lauzes sont bien souvent remplacées par d’autres matériaux moins coûteux et moins contraignants à entretenir.